# 阿利讷克
阿利讷克（法語：Allineuc，法語發音：[alinœk]）是法国阿摩尔滨海省的一个市镇，位于该省中南部，属于圣布里厄区。

## 地理
阿利讷克（48°18'39"N, 2°52'21"W）面积24.09 平方千米，位于法国布列塔尼大區阿摩尔滨海省，该省份为法国西北部沿海省份，位于布列塔尼半岛北部，北濒大西洋英吉利海峡，西接菲尼斯泰尔省，南至莫尔比昂省，东临伊勒-维莱讷省。
与阿利讷克接壤的市镇（或旧市镇、城区）包括：勒博代奥、梅尔莱阿克、于泽勒、普勒克-莱尔米塔日。

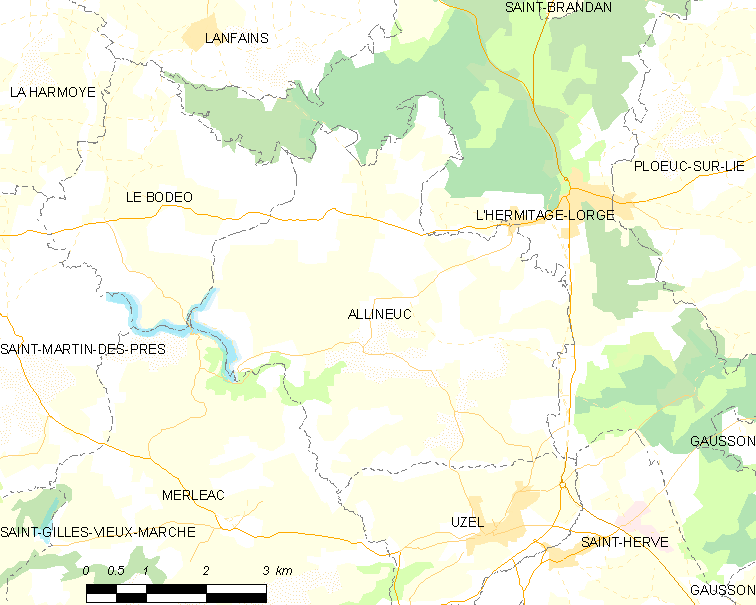
阿利讷克的OSM定位图

阿利讷克的时区为UTC+01:00、UTC+02:00（夏令时）。

## 行政
阿利讷克的邮政编码为22460，INSEE市镇编码为22001。

## 政治
阿利讷克所属的省级选区为盖莱当县。

## 人口

1962-2008年间阿利讷克人口变化图示

阿利讷克于2022年1月1日时的人口数量为592人。